# 樱井反应
Sakurai反应（樱井反应，Sakurai reaction），又称Hosomi-Sakurai反应（细见-樱井反应），以日本化学家細見彰（Akira Hosomi）和櫻井英樹（Hideki Sakurai）的名字命名。
碳亲核试剂（如酮）与烯丙基硅烷在强路易斯酸催化下的反应。
路易斯酸活化是此反应顺利进行的关键。强路易斯酸如四氯化钛、三氟化硼、四氯化锡和二乙基氯化铝等都可作为反应的催化剂。该反应是一种亲电烯丙基转移反应，涉及β-硅基碳正离子中间体，此中间体由于β-硅基效应而得到稳定。

## 拓展
Sakurai-Prins-Ritter 多组分反应：